# Tainted Love
Tainted Love est une chanson composée par Ed Cobb (en) du groupe The Four Preps (en). Elle est interprétée tout d'abord en 1964 par Gloria Jones, puis par Ruth Swann en 1975.
La popularité vient avec la reprise de Soft Cell en 1981 sur l'album Non-Stop Erotic Cabaret. Sur le maxi 45 tours, d'une durée de plus de neuf minutes, la chanson Tainted Love est suivie de la chanson Where Did Our Love Go?, reprise du groupe de musique américain The Supremes. Le single se classe premier des charts britanniques et huitième au Billboard Hot 100.
Ce morceau est repris de nombreuses fois, notamment par Marilyn Manson en 2001 pour la bande originale du film Sex Academy et en 2012 par la chanteuse italo-canadienne Luisa Pepe sur son album Lovesick.

## Version de Gloria Jones (1965)
Singles de Gloria Jones
Come Go With Me
(1966)
Gloria Jones a enregistré la version originale de Tainted Love, qui a été écrite et produite par Ed Cobb. Il s'agissait de la face B de son single de 1965 My Bad Boy's Comin' Home qui a été un échec commercial et qui ne s'est classé ni aux États-Unis ni au Royaume-Uni.
Cependant, en 1973, le DJ britannique Richard Searling acheta une copie du single vieux de presque dix ans durant un voyage aux États-Unis. Le son d'influence Motown de la piste (avec un tempo rapide, des cuivres, un rythme de guitare électrique et des chœurs féminins) correspondait parfaitement avec la musique club northern soul des années 1970 au Royaume-Uni et Richard Searling a popularisé la chanson à son club northern soul Va Va's à Bolton au Wigan Casino.
En raison de sa nouvelle popularité, Gloria Jones a enregistré à nouveau Tainted Love en 1976 et l'a sortie en tant que single de l'album Vixen. Celui-ci ne s'est à nouveau pas classé dans les charts.
Cette version a été utilisée dans la série Journal intime d'une call girl en 2007, dans le film de 2007 Talk to Me et dans Beauty Shop de 2005.

## Version de Soft Cell (1981)
Singles de Soft Cell
Memorabilia
(1981) Bedsitter
(1981)
Pistes de Non-Stop Erotic Cabaret
Frustration Seedy Films
Le groupe de new wave Soft Cell a pris connaissance de la chanson en tant que hit northern soul au Royaume-Uni et a enregistré une version avec des arrangements totalement différents en 1981. Produite par Mike Thorne, la chanson de Soft Cell comporte un tempo plus lent que la version de Gloria Jones et est en sol majeur pour correspondre à la voix de Marc Almond. Les synthétiseurs et les machines rythmiques remplacent les guitare et basse originelles. La version de Soft Cell a été enregistrée en un jour et demi. La version finale a été réalisée avec la première prise vocale de Marc Almond. 

### Sortie et performance dans les charts
La maison de disques du groupe a choisi de sortir Tainted Love le 7 juillet 1981 au Royaume-Uni en tant que deuxième single, le premier étant Memorabilia, qui n'est pas entré dans les classements. La maison de disques avait annoncé que ce serait le dernier single de Soft Cell qu'il diffuserait si celui-ci ne se vendait pas. La version 45 tours (version longue) était pot-pourri avec une reprise des Supremes Where Did Our Love Go au milieu de la chanson, donnant une dimension progressive à cette version. Grâce au son synthpop largement répandu à l'époque et une performance remarquée dans Top of the Pops Tainted Love a rapidement atteint la première place du UK Singles Chart et dans dix-sept autres pays.
Dans le classement américain daté du 16 janvier 1982, la chanson est entrée dans le Billboard Hot 100 à la 90e place. Elle est ensuite montée à la 64e pour redescendre à la 100e le 27 février. Après avoir passé une seconde semaine en 100e position, elle est remontée à nouveau. Il a fallu dix neuf semaines à la chanson pour entrer dans le top 40, pour finalement culminer à la huitième place et passer 43 semaines dans le Hot 100, dépassant le record de l'époque,.
Soft Cell a sorti une version remixée en 1991.

### Clip vidéo
Un clip a été réalisé spécialement pour l'album vidéo de Soft Cell Non Stop Exotic Video. Il met en scène les membres du groupe Marc Almond et Dave Ball en toges au Mont Olympe.[réf. nécessaire]
Un autre clip a été réalisé pour une version remixée, montrant un homme s'entraînant et dansant la nuit et des scènes de Marc Almond chantant parmi les étoiles. Cette version a été réalisée par Peter Christopherson de Hipgnosis.[réf. nécessaire]

### Utilisation dans les médias
Au cinéma
Tainted Love a été utilisée dans les films Brüno en 2009, Un bébé à tout prix un téléfilm sorti en 2008, Les Ex de mon mec en 2004, 30 ans sinon rien en 2004, Kangourou Jack en 2003, This is England en 2006, Agathe Cléry en 2008 et dans Touristes (en deux versions) en 2012.
En 1996, Tainted Love a été utilisée dans Sleepers de Barry Levinson avec Brad Pitt.
À la télévision
La chanson a été utilisée dans le deuxième épisode de la saison 1 de la série Doctor Who (La Fin du monde) en 2005. Elle est également présente dans l'épisode Celui qui trahissait le pacte de Friends en 2004, l'épisode New Girl de la première saison de la série The Office en 2001 et dans l'épisode Chair de poule de la série animée Daria. 
Dans les jeux vidéo
La chanson est également présente dans le jeu vidéo Singstar '80s.

### Réception
Cette version s'est classée 2e sur la liste de VH1 des 100 Greatest One Hit Wonders et 5e des 100 Greatest One Hit Wonders of the 80s.

### Classement
| Classement (1981-1982)                                    | Meilleure position |
| --------------------------------------------------------- | ------------------ |
| Allemagne (Media Control AG)                              | 1                  |
| Autriche (Ö3 Austria Top 40)                              | 2                  |
| Irlande                                                   | 8                  |
| Pays-Bas (Single Top 100)                                 | 7                  |
| Nouvelle-Zélande (RMNZ)                                   | 2                  |
| Suède (Sverigetopplistan)                                 | 4                  |
| Suisse (Schweizer Hitparade)                              | 2                  |
| Royaume-Uni (UK Singles Chart)                            | 1                  |
| États-Unis (Billboard Hot 100)                            | 8                  |
| États-Unis (Billboard Mainstream Rock Tracks)             | 12                 |
| États-Unis (Billboard Hot Dance Music/Maxi-Singles Sales) | 6                  |
| États-Unis (Billboard Dance Music/Club Play Singles)      | 4                  |
| Classement (1991)                                         | Meilleure position |
| Irlande                                                   | 6                  |

## Version de Marilyn Manson
Singles de Marilyn Manson
The Nobodies
(2001) Mobscene
(2003)
Pistes de 'Bande originale de Sex Academy
Never Let Me Down Again de The Smashing Pumpkins
Marilyn Manson a repris Tainted Love et l'a sortie en tant que single pour la bande originale du film Sex Academy. Elle a par la suite été incluse sur l'album The Golden Age of Grotesque en tant que piste bonus.
Sorti en 2002 au Royaume-Uni, il s'agit du plus grand succès de Marilyn Manson dans ce pays, atteignant la 5e position dans le classement UK Top 75.

### Clip vidéo
Le clip montre Marilyn Manson arrivant dans une soirée de lycée accompagné de plusieurs amis gothiques. Il met en scène plusieurs acteurs du film Sex Academy, ainsi que le batteur du groupe Slipknot, Joey Jordison et Tim Skold qui n'était pas encore membre du groupe à cette époque.

### Utilisation dans les médias
La chanson a été utilisée dans le 20e épisode Les trottoirs de Los Angeles de la saison 5 des Experts en 2005.

### Liste des pistes
CD 1
1. Tainted Love
2. I Melt with You (Mest)
3. Suicide Is Painless
4. Bizarre Love Triangle (Stabbing Westward)

CD 2
1. Tainted Love
2. Suicide Is Painless
3. Please, Please, Please Let Me Get What I Want (The Smiths)

### Réception
En 2002, Kerrang! a classé la version de Marilyn Manson de Tainted Love 40e des 100 meilleurs singles de tous les temps (100 Greatest Singles of All Time).

### Classements et certifications
| Classement (2007)                             | Meilleure position |
| --------------------------------------------- | ------------------ |
| Allemagne (Media Control AG)                  | 3                  |
| Autriche (Ö3 Austria Top 40)                  | 2                  |
| Belgique (Flandre Ultratop 50 Singles)        | 11                 |
| Belgique (Wallonie Ultratop 50 Singles)       | 7                  |
| Canada (Hot 100)                              | 12                 |
| Danemark (Tracklisten)                        | 3                  |
| Finlande (Suomen virallinen lista)            | 11                 |
| France (SNEP)                                 | 25                 |
| Irlande (IRMA)                                | 11                 |
| Italie (FIMI)                                 | 2                  |
| Pays-Bas (Single Top 100)                     | 44                 |
| Norvège (VG-lista)                            | 7                  |
| Suède (Sverigetopplistan)                     | 11                 |
| Suisse (Schweizer Hitparade)                  | 2                  |
| Royaume-Uni (UK Singles Chart)                | 5                  |
| Royaume-Uni (UK Rock Chart)                   | 1                  |
| États-Unis (Billboard Mainstream Rock Tracks) | 30                 |

| Pays     | Certification | Date | Ventes certifiées |
| -------- | ------------- | ---- | ----------------- |
| Autriche | Or            | 2007 | 15 000 +          |

## Liste de quelques interprètes
- 1964 : Gloria Jones, northern soul
- 1975 : Ruth Swann, northern soul
- 1975 : The Jezebelles, funk-soul
- 1976 : Gloria Jones et Marc Bolan (son mari), glam rock
- 1981 : Soft Cell, synthpop
- 1982 : Dave Phillips & The Hot Rod Gang (rockabilly)
- 1985 : Coil. Ce serait entre autres le premier disque dont les recettes ont été entièrement reversées à la AIDS fundation (lutte contre le SIDA).
- 1986 : Boppin' Kids sur l'album Go Wild! (neo-rockabilly)
- 1990 : Tainted Cash, rave
- 1991 : Marc Almond (avec Soft Cell)
- 1992 : Flying Pickets, version a cappella
- 1992 : Inspiral Carpets, sur l'album Ruby Trax
- 1994 : Spaceheads sur l'album Spaceheads, rock
- 1995 : Shades Apart, sur l'album Save It, punk rock
- 1997 : Deathline International, sur la compilation Industrial War
- 1997 : Atrocity, sur l'album Werk 80, et single "Tainted love" single, plus autre version sur l'album Non plus ultra (1999), gothic/industrial metal
- 1998 : The Living End, sur leur album éponyme
- 1999: Texas version acoustique au  Jo Whiley's show
- 1999 : My Ruin, sur l'album Speak and Destroy
- 2000 : La Unión,  sur l'album Grandes Éxitos ("Falso amor")
- 2001 : Marilyn Manson, rock indus, sur les albums Not Another Teen Movie Soundtrack (B.O. du film Sex Academy), Lest We Forget: The Best Of Marilyn Manson, et titre bonus de l'album The Golden Age of Grotesque
- 2002 : Prozac+, sur l'album Miodio
- 2003 : The Hormonauts (rockabilly, Italie)
- 2004 : Thomas Schumacher, sur l'EP Tainted Schall
- 2005 : The Pussycat Dolls, sur l'album PCD
- 2006 : Rihanna : SOS (sample)
- 2006 : Milk Inc. (dance)
- 2006 : Paul Young, sur l'album"Rock Swings"
- 2006 : John B feat. Marcy Meow (electro)
- 2007 : Richard Grey "Warped Bass" (dance, numéro 52 dans les charts britanniques)
- 2007 : Killwhitneydead. (death metal) "Funny Enough It Sounds Just Like Tainted Love"
- 2007 : Grandmagneto (reggae acoustique)
- 2007 : The Vending Tree (reprise de la version de The Living End)
- 2007 : Julien Doré (Nouvelle Star)
- 2008 : Demande (Lesley Scott, Dance)
- 2008 : Danny Noriega (American Idol saison 7)
- 2008 : The Lost Fingers
- 2008 : My Brightest Diamond
- 2009 : Duffy
- 2010 : Luce (Nouvelle Star)
- 2010 : Imelda May, sur l'album Mayhem
- 2010 : Hannah Peel, sur l'album Rebox, utilisé pour la promotion de la première saison de la série American Horror Story
- 2011 : Scorpions, sur l'album Comeblack
- 2012 : Melanie C, (mash up Tainted Love/Stupid Game) Live Tour The Sea Live
- 2012 : Natalia Tena et Luke Treadaway dans le film Rock'n'Love (Mash Up)
- 2012  : Luisa Pepe sur l'album Lovesick
- 2013 : Miche Braden dans le jeu Bioshock infinite

## Source
- (en) Cet article est partiellement ou en totalité issu de l’article de Wikipédia en anglais intitulé « Tainted Love » (voir la liste des auteurs).